# Antanartia hippomene
Antanartia hippomene (лат.) — вид дневных бабочек из подсемейства Nymphalinae семейства нимфалид.

## Описание
Данный вид бабочек обитает в Южной Африке, а также на Мадагаскаре.
Размах крыльев самцов до 45—46 мм, самок 42—48 мм. Время лёта с апреля по май.
Гусеницы питаются Fleurya capensis, Laportia peduncularis, Pouzolia parasitica, Didymodoxa caffra и растениями из рода Крапива.

## Подвиды
Выделяют два подвида с ареалами:
- Antanartia hippomene hippomene (Hübner, 1823) — на территории Эсватини.
- Antanartia hippomene madegassorum/(Aurivillius, 1899) — на Мадагаскаре.

## Синонимы
В синонимику вида входят следующие названия:
- Hypanartia hippomene Hübner, [1823]
- Antanartia hippomene f. milanion Stoneham, 1965
- Hypanartia hippomene var. madegassorum Aurivillius, 1899